# 칼리아스 2세
칼리아스 2세고대 그리스어: Kαλλίας, 라틴어: Callias, ? - 기원전 432년)는 고대 그리스의 정치인, 군인, 외교관으로 기원전 5세기경 펠로폰네소스 전쟁 초기에 활약한 아테나이의 장군이다.

## 생애
칼리아스는 칼리아데스의 아들로 아테나이의 부유한 가문에서 태어났다. 그의 가문은 국가 소유의 라우리온 은광산에 노예를 제공하는 일을 하였고, 그 자신도 아테나이에서 가장 부유한 인물 중 한 명이었다. 칼리아스는 기원전 490년 〈마라톤 전투〉에서 사제 의상을 입고 싸웠다. 플루타르코스는 전쟁 후에 적병이 칼리아스를 왕으로 착각해 금이 시궁창 어디에 숨겨져 있는 지를 보여주었다고 한다. 칼리아스는 그 병사를 죽이고, 몰래 금을 취하였지만, 그 사건에 대해 소문이 돌았고, 이후 희극 시인들은 그의 가문에 ‘라코폴리티’(시궁창으로 부유해진)이라는 명칭을 주었다고 한다. 그의 아들 히포니코스는 군 사령이 되었다.
이 시기 유능한 지도자였던 페리클레스의 후원자로서, 칼리아스는 외교관과 아테나이 특사와 델로스 동맹의 임무를 맡았다. 기원전 461년경, 그는 특사로 페르시아의 왕 아르타크세르크세스 1세에게 적어도 한 차례 이상의 임무를 맡았다.

기원전 449년경, 키몬이 죽은 지 얼마 뒤, 아르타크세르크세스 1세와 〈칼리아스 평화조약〉이라고 불린 평화조약을 마무리 짓기 위해 수사로 갔다. 이 조약은 그리스-페르시아 전쟁을 끝냄과 동시에 소아시아의 그리스 도시 국가들이 페르시아의 공격으로부터 안전망을 얻은 것이었다. 칼리아스는 또한 레기온과 레온티노이와 평화조약을 협상하는 책임자였던 것으로 추측된다. 또한 (기원전 446년 /445년) 스파르타와 맺은 〈30년 평화 조약〉으로 알려진 조약의 협상 때도 마찬가지였던 것으로 추측된다.
포티다이아가 아테나이에 반란을 일으키자 코린토스에 정벌군 파견에 즈음하여 기원전 432년에 칼리아스는 다른 4명의 장군과 함께 중장보병 2,000명을 이끌고 할키디키반도로 파견되었다. 그들은 피드나를 포위 중인 아르케스트라토스 등이 이끄는 선행 부대와 합류했다. 이들은 이어 베로이아, 스토레프사를 공격한 것도 함락시키지 못하고 포티다이아에서 맴돌았다. 그리고 그들은 그 당시 반(反)아테나이의 태도를 취하고 있었던 마케도니아의 페르디카스 2세에 대항하여 반란을 일으킨 반란군과 합류해 기고노스로 향했다.
칼리아스 등은 마케도니아인 부대를 오륜토스로 파견하고, 본대는 적(포티다이아, 코린토스 연합군)을 따라 포티다이아로 향했다. 이곳에서 아테나이 군과 포티다이아와 코린토스 연합군과 교전을 벌였다.(포티다이아 전투) 아테나이 군은 포티다이아, 코린토스 연합군에 패배를 당했고, 칼리아스도 전사했다.